# Al-Mnaykhrat
Al-Mnaykhrat o Mnechret (en árabe: منخرال‎) es una tumba rupestre griega de finales del siglo VI a. C. cerca de Marj, en el noreste de Libia.

## Descripción
La tumba está excavada en un acantilado en el lado oeste del uadi Taybsillu, al sureste de la ciudad de Al Marj (antigua Barca). Es claramente visible desde la llanura circundante y debió de construirse para una persona de alto rango, pero no hay pruebas sobre su identidad. La estructura se ha datado a finales del siglo VI a. C. por motivos estilísticos.

La tumba está a unos 2,15 metros sobre el nivel del suelo. Delante de la tumba hay una zona diáfana de 5,32 metros de altura  La tumba está a unos 2,15 metros sobre el nivel del suelo. La fachada mide 5,32 metros de altura y consta de dos pisos: un piso inferior, de 2,81 metros de altura, formado por dos muros bajos (de 0,56 a 0,75 m de altura), sobre los que se alzan dos anchas columnas de dóricas, de 0,60 a 0,84 m de ancho y 1,5 a 1,65 m de altura. Encima hay un arquitrabe de 0,72 metros de altura y una cornisa de 0,30 metros. El último piso tiene 2,22 metros de altura y tres columnas estrechas  jónicas o eólicas, de 1,83 metros de altura. Encima hay un arquitrabe de 0,30 metros de altura.
El nivel inferior conduce a una cámara exterior trapezoidal irregular, de 5,2-5,85 metros de ancho y 2,5-3,25 metros de profundidad. Las paredes están revestidas con siete bancos de piedra (klinai), uno en cada una de las paredes laterales, dos en la pared exterior y tres en la pared interior. Este espacio se utilizaba para banquetes rituales. Este espacio se utilizaba para banquetes rituales.
Algunas de las tumbas de la necrópolis del norte en la Cirene tienen cámaras similares. Una puerta situada sobre el banco central de la pared interior conduce a una cámara interior aproximadamente cuadrada, de 3,65-5,2 x 2,8-3,0 metros. En el lado derecho hay una cavidad para el cuerpo del difunto. Mide 0,54 metros sobre el nivel del suelo, 1,9 metros de largo, 1,46 metros de alto y 1,20 metros de profundidad. El nivel superior conduce a una cámara independiente del mismo tamaño que la cámara exterior situaa debajo, que está totalmente vacía. No hay conexión entre los dos niveles y el piso superior solo es accesible con dificultad; probablemente era decorativo.
El nombre moderno de la tumba, "al-Mnaykhrat", se ha interpretado como una forma corrupta del nombre griego Menécrates, pero en realidad es árabe libio para "fosas nasales", ya que desde lejos parece un conjunto de fosas nasales en la ladera de la colina.
A finales de la década de 1960, la arqueóloga Maria Grazia Pierini llevó a cabo investigaciones arqueológicas de la tumba.